# Estratiòmids
Els estratiòmids (Stratiomyidae, gr. stratiotys, "soldat" i myia, "mosca") són una família de dípters braquícers de l'infraordre dels estratiomiomorfs. Segons les darreres estimacions conté 385 gèneres i 2690 espècies.

## Característiques
Tan les larves com els adults es troben a un ampli ventall d'hàbitats, principalment en zones humides, llocs humits a terra, sòl, sota escorça, excrements d'animals i en matèria orgànica en descomposició. Els membres de la subfamília Stratiomyinae tendeix a tenir una afinitat amb els ambients aquàtics. La seva mida i forma és variada, tot i que solen ser de color verd, parcialment o totalment metàl·lic, o negres amb marques grogues per imitar els colors de les vespes (mimetisme). Sovint són mosques poc actives que generalment descansen amb les ales col·locades una sobre l'altra sobre l'abdomen.

## Imatges

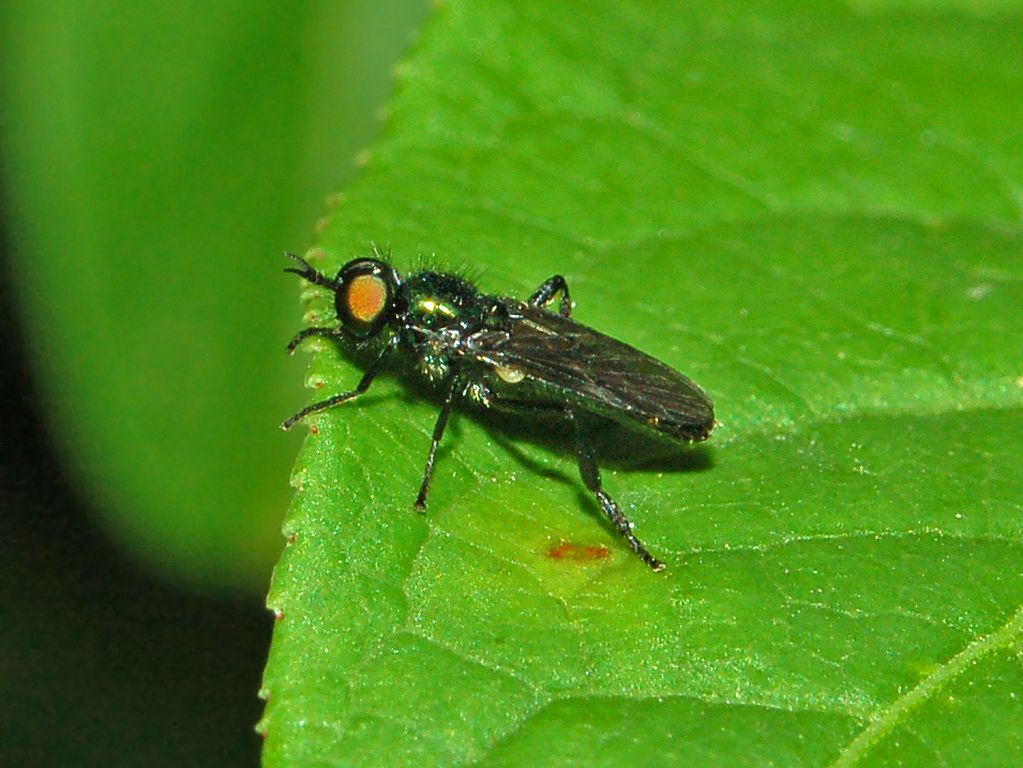
Beridinae: Actina chalybea
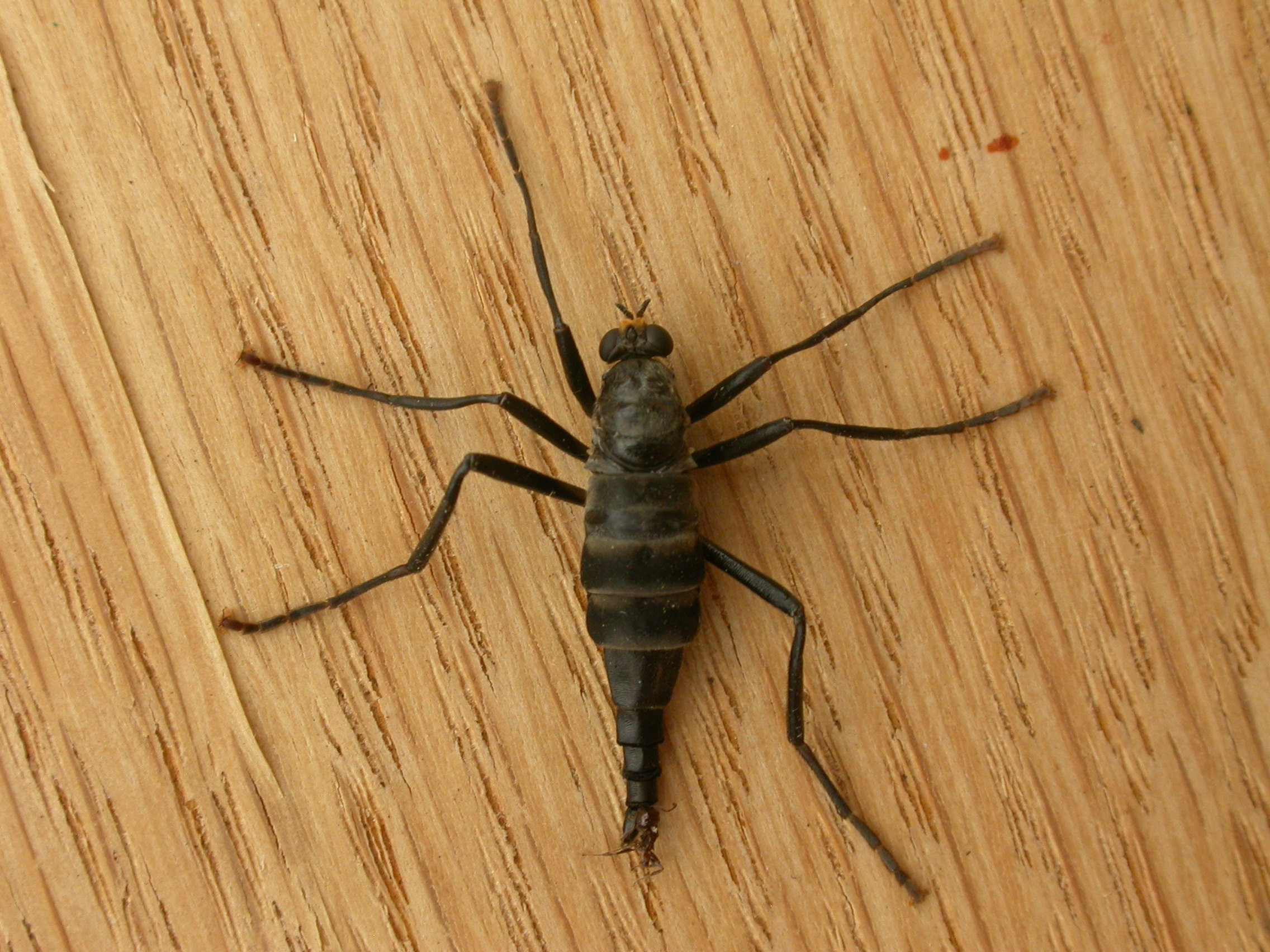
Chiromyzinae: Boreoides subulatus
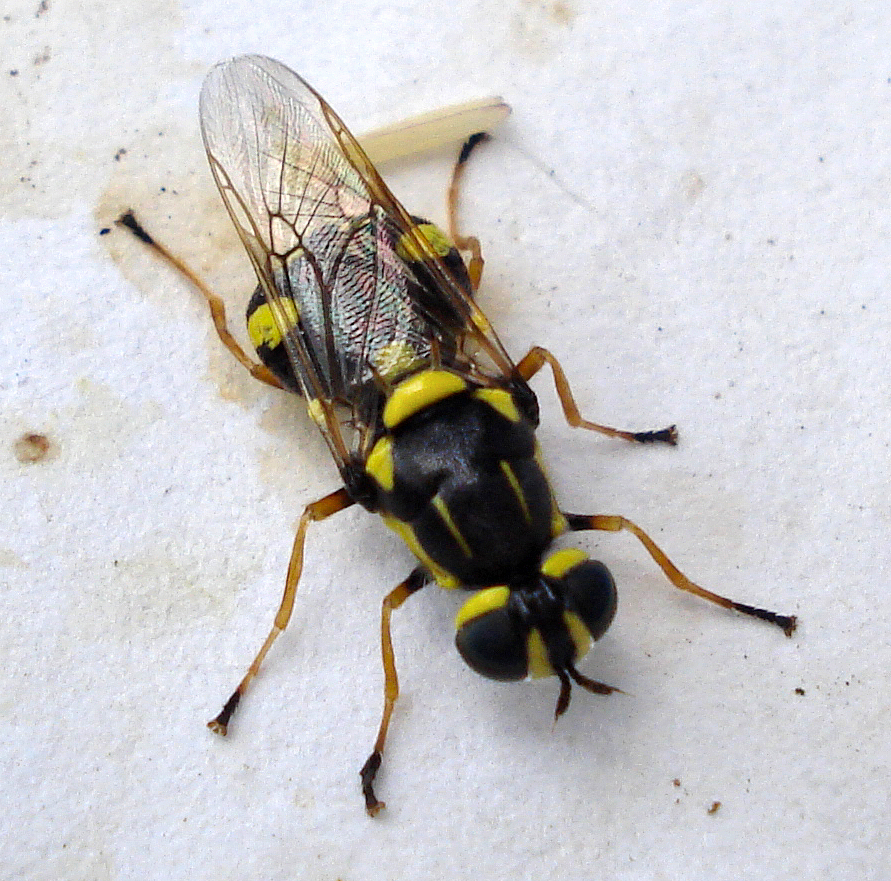
Clitellariinae: Oxycera rara
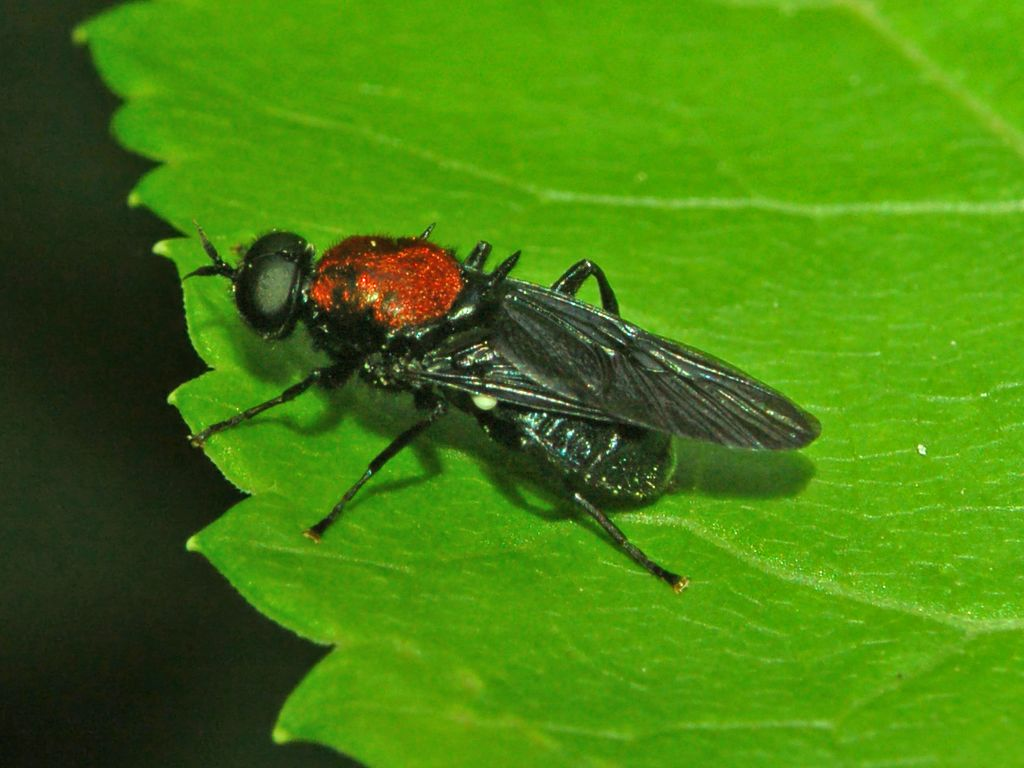
Clitellariinae: Clitellaria ephippium
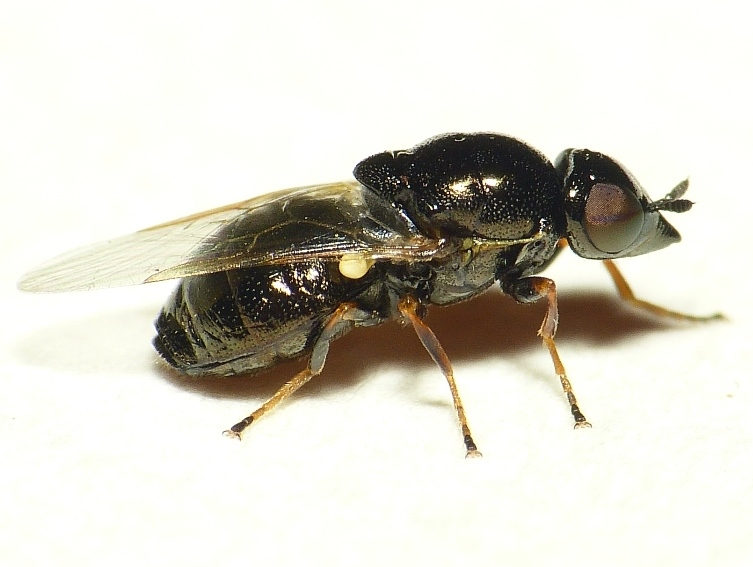
Nemotelinae: Nemotelus nigrinus
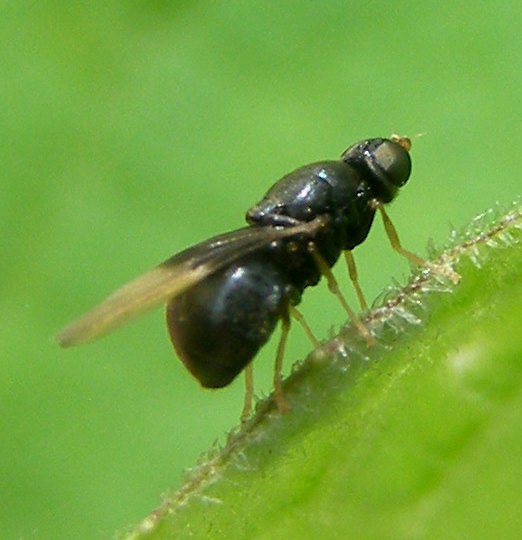
Pachygastrinae: Pachygaster atra
Detalls d'una ala de Stratiomyidae

## Llista de gèneres
- Abasanistus
- Abavus
- Abiomyia
- Abrosiomyia
- Acanthasargus
- Acanthinomyia
- Acrochaeta
- Acropeltates
- Actina
- Actinomyia
- Acyrocera
- Acyrocerops
- Adoxomyia
- Adraga
- Afrodontomyia
- Ageiton
- Aidomyia
- Alliocera
- Alliophleps
- Allognosta
- Alopecuroceras
- Amphilecta
- Ampsalis
- Amsaria
- Anacanthella
- Analcoceroides
- Analcocerus
- Anargemus
- Anexaireta
- Anisoscapus
- Ankylacantha
- Anoamyia
- Anomalacanthimyia
- Anopisthocrania
- Anoplodonta
- Antissa
- Antissella
- Apotomaspis
- Archilagarinus
- Archimyza
- Archistratiomys
- Arcuavena
- Argyrobrithes
- Artemita
- Artemitomima
- Arthronemina
- Ashantina
- Aspartimas
- Aspidacantha
- Aspidacanthina
- Asyncritula
- Aulana
- Auloceromyia
- Australoactina
- Australoberis
- Barbiellinia
- Benhamyia
- Beridella
- Beridops
- Beris
- Berisina
- Berismyia
- Berkshiria
- Bistinda
- Blastocera
- Borboridea
- Boreoides
- Brachycara
- Brachyodina
- Brachyphleps
- Brachythrix
- Burmabrithes
- Cacosis
- Caenacantha
- Caenocephaloides
- Caloparyphus
- Campeprosopa
- Camptopteromyia
- Cardopomyia
- Catatasis
- Cechorismenus
- Cephalochrysa
- Chaetohermetia
- Chaetosargus
- Chalcidomorphina
- Charisina
- Chelonomima
- Chiromyza
- Chlamydonotum
- Chloromelas
- Chloromyia
- Chordonota
- Chorisops
- Chorophthalmyia
- Chromatopoda
- Chrysochlora
- Chrysochlorina
- Chrysochromioides
- Cibotogaster
- Clarissimyia
- Clavimyia
- Clitellaria
- Cosmariomyia
- Craspedometopon
- Crocutasis
- Culcua
- Cyanauges
- Cyclophleps
- Cyclotaspis
- Cynipimorpha
- Cyphomyia
- Cyphoprosopa
- Dactylacantha
- Dactylodeictes
- Dactylothrix
- Dactylotinda
- Damaromyia
- Diademophora
- Dialampsis
- Diaphorostylus
- Diargemus
- Diastophthalmus
- Dicamptocrana
- Dicorymbimyia
- Dicranophora
- Dicyphoma
- Dieuryneura
- Dinosargus
- Diplephippium
- Diplopeltina
- Dischizocera
- Discopteromyia
- Ditylometopa
- Dochmiocera
- Dolichodema
- Dolichothrix
- Draymonia
- Drosimomyia
- Dysbiota
- Ecchaetomyia
- Eicochalcidina
- Eidalimus
- Elissoma
- Engicerus
- Enypnium
- Eudmeta
- Eufijia
- Eumecacis
- Eupachygaster
- Euparyphus
- Euryneura
- Evaza
- Exaeretina
- Exaireta
- Exochostoma
- Exodontha
- Filiptschenkia
- Formosargus
- Gabaza
- Geranopomyia
- Glariopsis
- Glaris
- Glochinomyia
- Gnesiomyia
- Gnorismomyia
- Gobertina
- Goetghebueromyia
- Gongroneurina
- Gongrosargus
- Gowdeyana
- Grypomyia
- Hadrestia
- Haplofijia
- Hedriodiscus
- Heptozus
- Hermetia
- Hermetiomima
- Hermionella
- Heteracanthia
- Hexacraspis
- Himantigera
- Himantochaeta
- Histiodroma
- Homalarthria
- Hoplistopsis
- Hoplitimyia
- Hylorops
- Hypoceromys
- Hypoxycera
- Hypselophrum
- Inopus
- Isomerocera
- Keiseria
- Kerteszmyia
- Kolomania
- Labocerina
- Labogastria
- Lagenosoma
- Lampetiopus
- Lasiodeictes
- Lasiopa
- Lecomyia
- Lenomyia
- Leucacron
- Leucoptilum
- Leveromyia
- Ligyromyia
- Lobisquama
- Lonchegaster
- Lonchobrithes
- Lophoteles
- Lyprotemyia
- Lysozus
- Maackiana
- Macromeracis
- Madagascara
- Madagascarina
- Manotes
- Mapuchemyia
- Marangua
- Meringostylus
- Meristocera
- Meristomeringella
- Meristomeringina
- Meristomerinx
- Merosargus
- Mesomyza
- Metabasis
- Microchrysa
- Microhadrestia
- Microptecticus
- Microsargus
- Mischomedia
- Monacanthomyia
- Musca
- Mycterocera
- Myiocavia
- Myxosargus
- Neactina
- Neanalcocerus
- Nemotelus
- Neoacanthina
- Neoberis
- Neochauna
- Neopachygaster
- Neoraphiocera
- Netrogramma
- Nigritomyia
- Nonacris
- Nothomyia
- Notohermetia
- Nyassamyia
- Nyplatys
- Obrapa
- Octarthria
- Odontomyia
- Oplachantha
- Oplodontha
- Ornopyramis
- Otionigera
- Otochrysa
- Oxycera
- Oxycerina
- Oxymyia
- Pachyacantha
- Pachyberis
- Pachygaster
- Pachyptilum
- Panacridops
- Panacris
- Panamamyia
- Pangomyia
- Paraberismyia
- Paracanthinomyia
- Paracechorismenus
- Paradraga
- Paraptecticus
- Parastratiosphecomyia
- Parevaza
- Parhadrestia
- Patagiomyia
- Pedinocera
- Pedinocerops
- Pegadomyia
- Pelagomyia
- Peltina
- Peratomastix
- Peritta
- Pezodontina
- Phanerozus
- Physometopon
- Pinaleus
- Pithomyia
- Platopsomyia
- Platylobium
- Platyna
- Platynomorpha
- Platynomyia
- Popanomyia
- Porpocera
- Pristaspis
- Proegmenomyia
- Progrypomyia
- Promeranisa
- Prosopochrysa
- Psapharomydops
- Psapharomys
- Pselaphomyia
- Psellidotus
- Psephiocera
- Pseudocyclopheps
- Pseudocyphomyia
- Pseudomeristomerinx
- Pseudopegadomyia
- Pseudoxymyia
- Ptecticus
- Ptectisargus
- Ptilinoxus
- Ptilocera
- Pycnomalla
- Pycnothorax
- Quichuamyia
- Raphanocera
- Raphiocera
- Rhaphiocerina
- Rhaphioceroides
- Rhingiopsis
- Rondonocera
- Rosapha
- Rosaphula
- Ruba
- Sagaricera
- Salduba
- Saldubella
- Sargus
- Saruga
- Sathroptera
- Smaragdinomyia
- Spartimas
- Sphaerofijia
- Stackelbergia
- Steleoceromys
- Stenimantia
- Stenimas
- Sternobrithes
- Stratiomyella
- Stratiomys
- Stratiosphecomyia
- Strobilaspis
- Strophognathus
- Stuckenbergiola
- Synaptochaeta
- Syndipnomyia
- Tana
- Tegocera
- Thopomyia
- Thylacognathus
- Tinda
- Tindacera
- Toxopeusomyia
- Trichocercocera
- Trichochaeta
- Trigonocerina
- Tytthoberis
- Vanoyia
- Vittiger
- Weimyia
- Xylopachygaster
- Zabrachia
- Zealandoberis
- Zuerchermyia
- Zulumyia